# Andoany
Andoany, nota anche come Hell-Ville, è il principale centro abitato dell'isola di Nosy Be (Madagascar, provincia di Antsiranana). Sorge sulla costa sud dell'isola ed è il capoluogo del distretto di Nosy Be.

## Storia
Fondata dai francesi nel 1841, e così denominata in onore dell'ammiraglio francese Anne Chrétien Louis de Hell, Hell-Ville è una delle più antiche città coloniali del Madagascar. Nel 1960, dopo l'indipendenza, è stata ufficialmente ribattezzata Andoany, ma l'antica denominazione coloniale continua ad essere tuttora utilizzata dalla popolazione locale.

## Infrastrutture e trasporti
La città è servita da un aeroporto civile (codice aeroportuale IATA: NOS), distante circa 12 Km dal centro abitato.
Il porto di Hell Ville, che è il principale porto dell'isola, è collegato all'isola madre da un servizio di traghetti.
Per gli spostamenti sull'isola esiste una estesa rete di taxi brousse.

## Galleria d'immagini

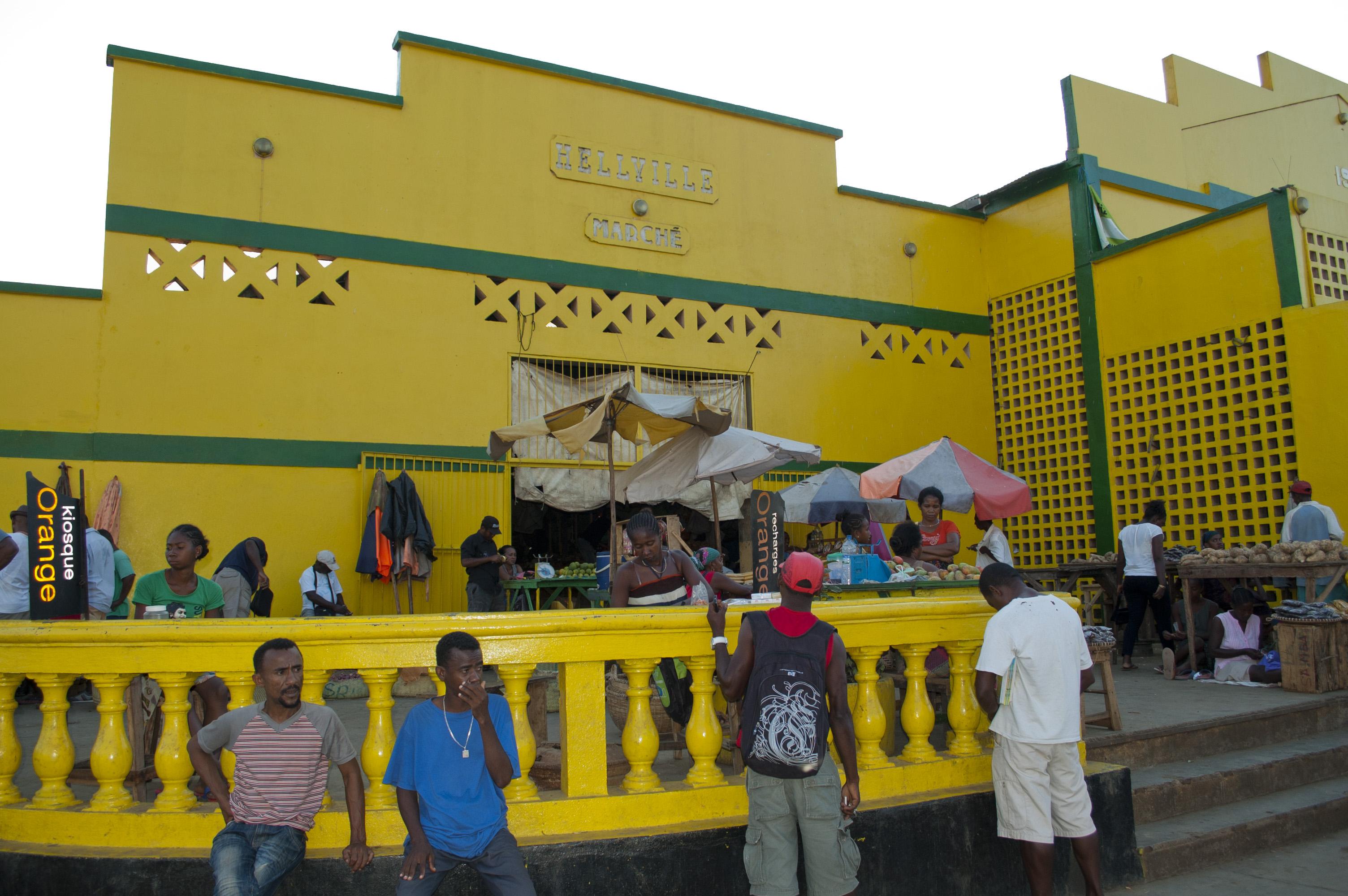
Mercato
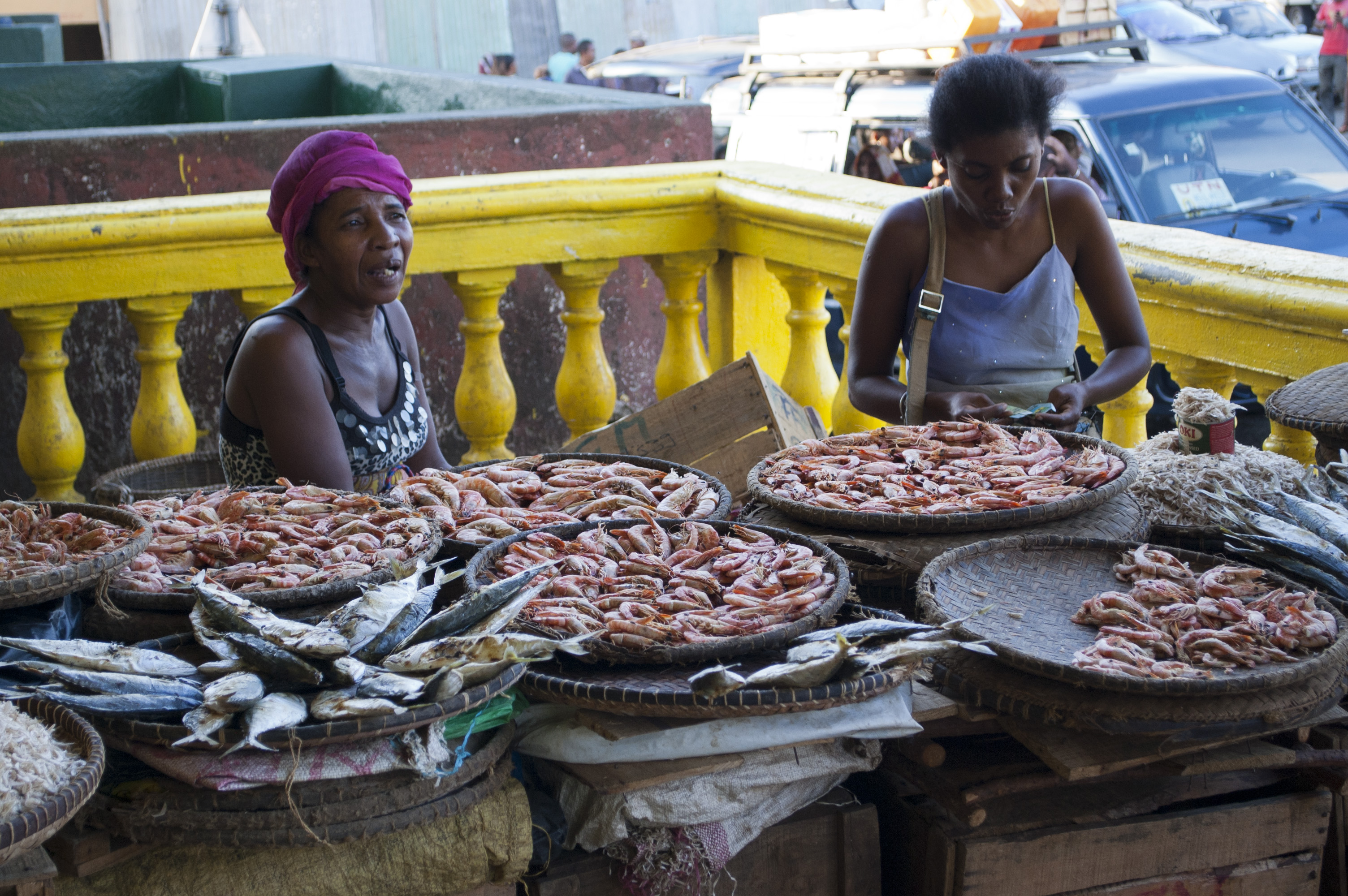
Mercato
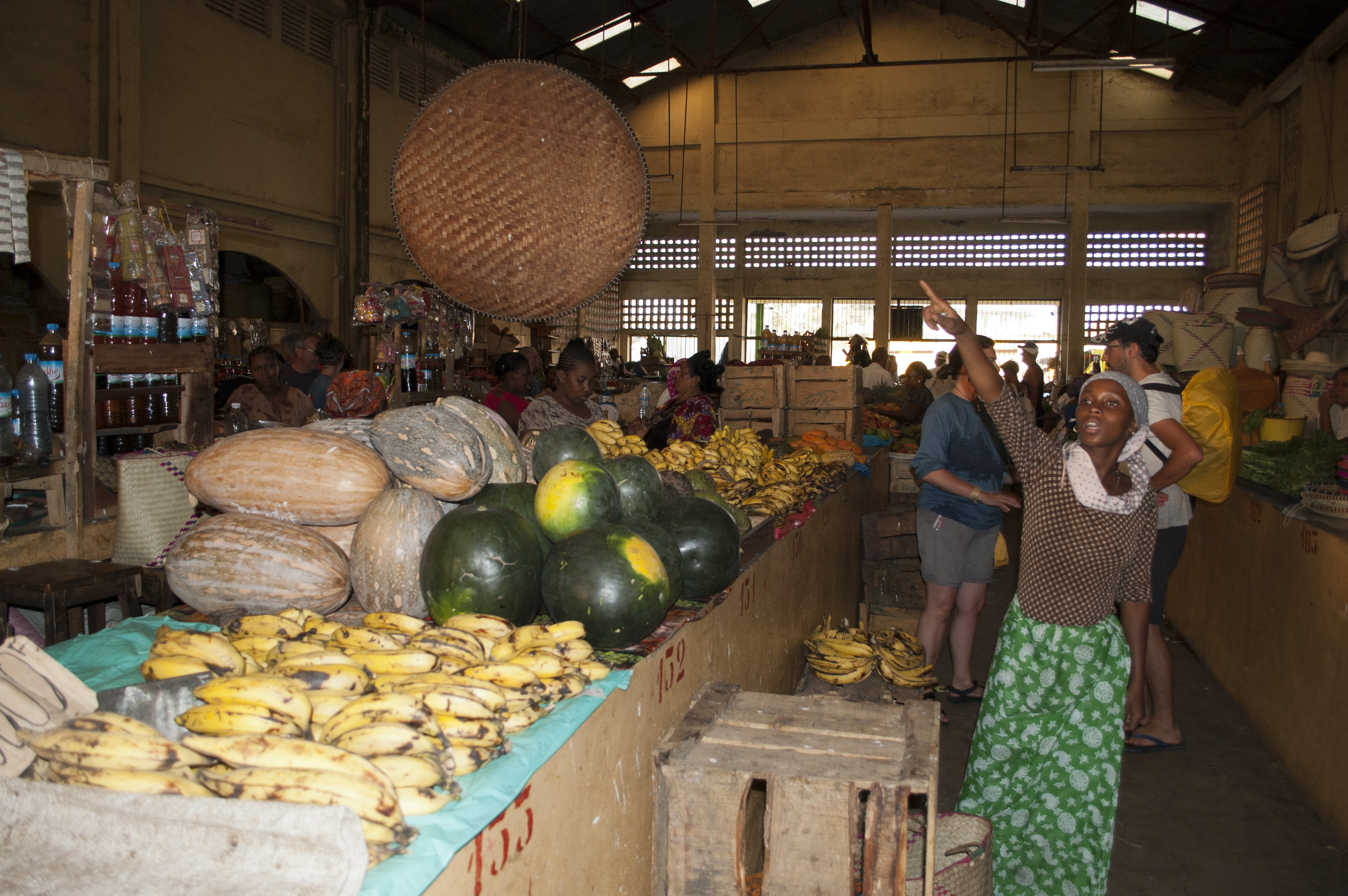
Mercato
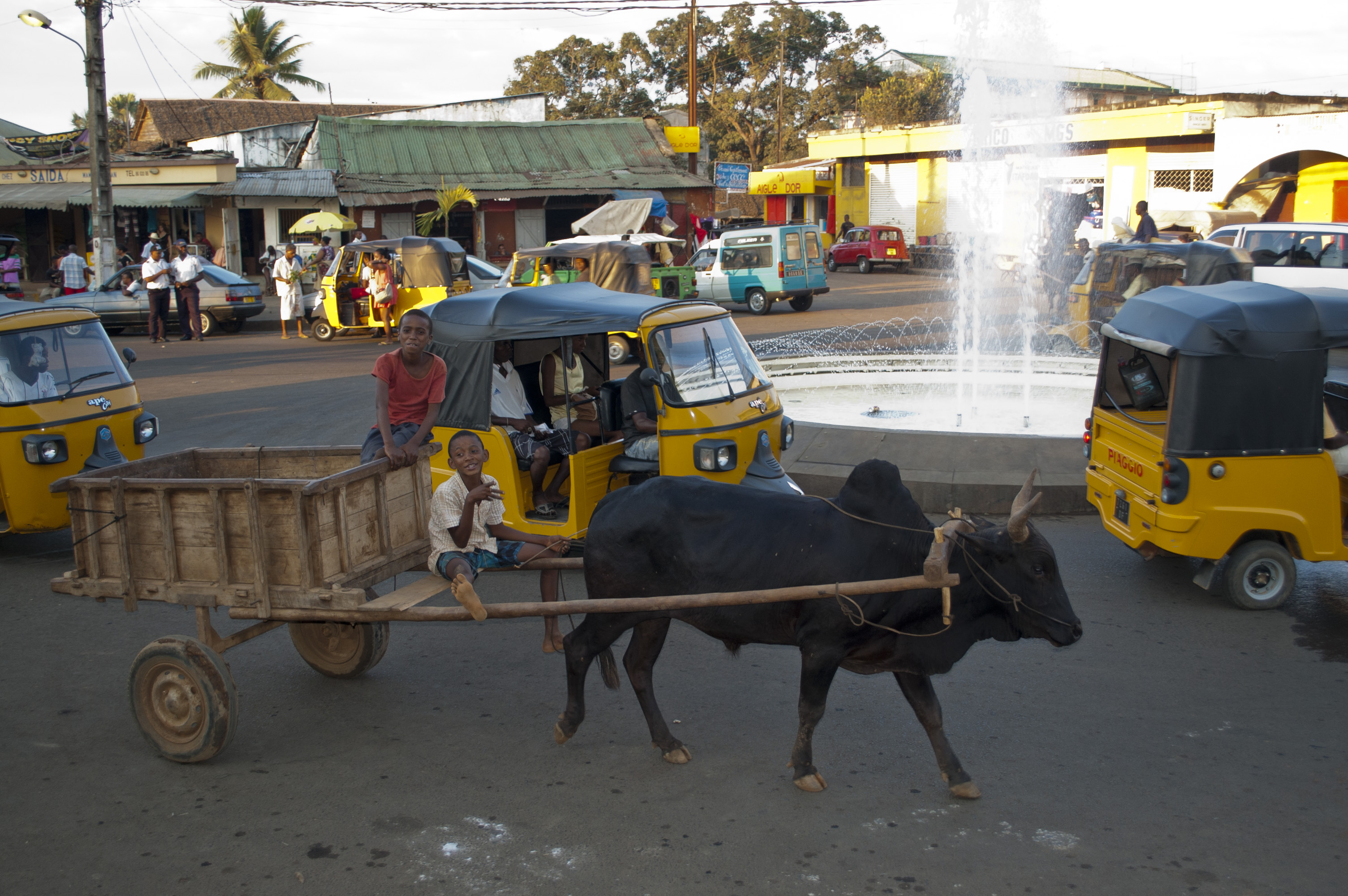